# Antoon Luyckx
Antoon Luyckx (Antwerpen, 19 april 1922 - 10 november 2017) is een Belgisch beeldhouwer, schilder, aquarellist en tekenaar.

## Levensloop
Luyckx studeerde aan de Koninklijke Academie voor Schone Kunsten te Antwerpen van 1939 tot 1944 en haalde hier eerste prijzen voor tekenen, perspectief, anatomie, publiciteit en boetseren. Hij kreeg eveneens de prijs O. Nottebohm toegekend.
Vanaf 1944 kwam hij terecht in het atelier van Baron L. Opsomer. 
Hierdoor kwam hij in contact met beeldbouwer Lode Vleeshouwers. Het enig kind van broer Rik Vleeshouwers, Hilda, werd Luyckx' muze. Uit het huwelijk van 1947 kwamen 5 kinderen. Zowel Hilda als diens kinderen stonden model voor veel van Luyckx' beeldhouwwerken.
In de jaren 50 bouwde Luyckx diens huis in Deurne met in de tuin een groot atelier.
In 1962 stichtte Antoon Luyckx de kunstschool "Academia' in Borsbeek. De erkenning door de Staat gebeurde al een jaar later, met een benoeming tot directeur. In 1971 werd Academia erkend als gemeentelijke kunstschool.
Verschillende aankopen van werken door de Staat volgden. Er werden reisbeurzen naar Italië (1972) en New York (1980) toegekend.
In 1981 mocht Antoon Luyckx een zilveren muntstuk ontwerpen ter gelegenheid van de  50ste verjaardag van Koning Boudewijn. Datzelfde jaar volgden ook ontwerpen van zilveren munten voor de “5 koninklijke echtparen”.
Franklin Mint verzocht Antoon Luyckx om 12 ontwerpen te maken in tin van “De Meesters Ambachtslieden der Vlaamsche Gilden” in 1984.
Verschillende tentoonstellingen in binnen- en buitenland volgden.
Luyckx was een godsvruchtige man, wat zich ook veruiterlijkt in een deel van diens kunst.
In 2016 kreeg Antoon Luyckx de titel "ereburger van Borsbeek" toegekend.
In hetzelfde jaar volgde zijn laatste overzichtstentoonstelling in de Pastorie te Borsbeek.

## Werk
De werken van Luyckx zijn vooral geïnspireerd door de natuur, folklore en religie.  
Er zijn diverse periodes in het werk van Luyckx te onderscheiden. Zo is er een periode van magisch-realisme, waarbij zeer grote doeken in voor Luyckx doen felle kleuren werden gemaakt, maar werd er ook geëxperimenteerd met het kubisme, zowel in olieverf als in marmer.
Luyckx lette vooral op techniek en wou zijn werken zo levensecht mogelijk maken.
De meeste aquarellen hebben echter vooral de natuurpracht als thema. Een paar plaatsen zijn prominent aanwezig in de werk, met name Zoutelande, Nieuwpoort en de Moezelstreek.
In de jaren '60 ontdekte Luyckx het dorpje Zoutelande (Nederland), waar hij vervolgens jaarlijks tijdens de lentevakanties naartoe trok met zijn gezin, zijn kinderen en kleinkinderen.
De "Walcherse boer", onthuld in 1996, staat vlak voor de centrale trap naar de zeedijk in Zoutelande.
Een Walchers koppel staat verderop.
In Biggekerke (NL) kan men "De Walcherse Boerin" aantreffen, welke reeds werd onthuld in 1986.
Maar Luyckx verbleef tijdens de zomervakanties eveneens in Nieuwpoort. Talrijk zijn de aquarellen van de haven en het strand.
Het grote standbeeld 'Godin van de Wind' (ingehuldigd in 2002) sierde lange tijd de toegang tot de pier in Nieuwpoort. Volgens planning krijgt het een nieuwe plaats in het aan te leggen Sint-Mauritspark in Nieuwpoort.
Later ontdekte Luyckx ook de Moezel in Duitsland, waar eveneens vele aquarellen werden gemaakt.
Na diens overlijden liet Luyckx een goed gevuld atelier achter, met tientallen bronzen en honderden aquarellen en olieverfschilderijen.
De werken werden allen in de maanden die daarop volgden aangeboden via het veilingshuis Bernaerts in Antwerpen en Galerij Athena in Brussel.
- RKD-Nederlands Instituut voor Kunstgeschiedenis: 91428